# Landesregierung Ender V
Die Landesregierung Ender V bildete die Vorarlberger Landesregierung in der XIII. Gesetzgebungsperiode des Vorarlberger Landtags. Nach der Wahl der Regierung in der Landtagssitzung vom 2. April 1928 amtierte die Regierung bis zum Wechsel Enders in die Bundesregierung beziehungsweise bis zur Angelobung der Nachfolgeregierung Redler 4. Dezember 1930.

## Wahl der Landesregierung
Bei der Wahl des Landeshauptmanns erzielte Otto Ender 22 von 30 abgegebenen Stimmen, wobei sieben Stimmzettel leer geblieben waren und eine Stimme auf Ferdinand Redler entfallen war. Redler wurde schließlich in der Folge mit 22 von 30 Stimmen zum Landesstatthalter gewählt. Zudem waren erneut 7 Stimmzettel leer abgegeben worden, Johann Josef Mittelberger hatte eine Stimme erhalten. An der Wahl der Landesräte hatten sich 30 Abgeordnete beteiligt, wobei die Landesräte Mittelberger, Kennerknecht, Reyer und Rüf jeweils 29 Stimmen auf sich vereinen konnte, Fritz Preiß hatte 28 Stimmen erhalten. Zudem war eine Stimme auf Franz Rauscher entfallen.
Nachdem Mittelberger zwischen April und Oktober 1929 beurlaubt gewesen war, wurde Barnabas Fink während dieser Zeit zum Landesrat gewählt.

## Regierungsmitglieder
| Amt                                                           | Name                      | Partei | Ressorts |
| ------------------------------------------------------------- | ------------------------- | ------ | -------- |
| Landeshauptmann                                               | Otto Ender                | CSP    |          |
| Landesstatthalter                                             | Ferdinand Redler          | CSP    |          |
| Landesrat                                                     | Josef Kennerknecht        | CSP    |          |
| Landesrat zwischen 4. Juni 1929 und 1. Oktober 1929 beurlaubt | Johann Josef Mittelberger | CSP    |          |
| Landesrat                                                     | Bernhard Neyer            | CSP    |          |
| Landesrat                                                     | Josef Rüf                 | CSP    |          |
| Landesrat                                                     | Fritz Preiß               | SDAP   |          |
| Vorzeitig ausgeschiedene Mitglieder der Landesregierung       |                           |        |          |
| Landesrat vom 4. Juni 1929 bis zum 1. Oktober 1929            | Barnabas Fink             | CSP    |          |